# Kościół Matki Boskiej Nieustającej Pomocy w Warszawie
Kościół Matki Boskiej Nieustającej Pomocy – kościół znajdujący się przy ulicy Wolskiej 186, w dzielnicy Wola  w Warszawie. 
Główna świątynia parafii Starokatolickiej Mariawitów Matki Boskiej Nieustającej Pomocy w Warszawie.

## Historia
Pod koniec lat 80. i na początku lat 90. XX w. liczba mariawitów w Warszawie stale wzrastała. Wiązało się to równocześnie z koniecznością budowy nowego, większego kościoła, który miał zastąpić starszy, zbudowany w latach 30. XX wieku. 
3 sierpnia 1994 został położony kamień węgielny pod budowę nowego kościoła według projektu Juliusza Marcinkowskiego. 21 września 1997 Biskup Naczelny Zdzisław Maria Włodzimierz Jaworski konsekrował nową świątynię. 
Od 17 czerwca 2001 kościół posiada murowaną dzwonnicę, w której trzy dzwony sterowane są mechanizmem zegarowym.